# 石家庄市博物馆
石家庄市博物馆是中国河北省石家庄市的市级综合性博物馆，位于石家庄市建设北大街65号。2009年5月列入首批国家三级博物馆名单。2013年5月6日升级为国家二级博物馆。

## 简介
该馆建于1987年，1991年11月12日石家庄解放44周年纪念日正式开馆。该馆的建筑面积为6292平方米，共分为3层，设有8个展厅，1个多功能厅，1个文物库及报告厅等等，展厅总面积达2519平方米。 
该馆馆藏文物共计8152件。藏品主要为1947年石家庄解放之后，中央直属机关、晋察冀边区、晋冀鲁豫边区等单位移交给石家庄市的。其中，一级文物20件，二级文物220件，三级文物1002件。该馆藏品以书画、碑帖为特色，兼收陶瓷、金石、钢、玉等等。
该馆举办的石家庄历史文物陈列于2001年底向社会开放。